# Adel Hamiyé
Adel Hamiyé est un homme politique libanais.
Ingénieur diplômé de l'Université américaine de Beyrouth en 1962, il intègre son corps professoral en 1973 et le Conseil du Développement et de la Reconstruction, créé en 1977 par le gouvernement de Salim El-Hoss.
En 1982, il devient ministre des Finances, dans le gouvernement de Chafic Wazzan, le premier du mandat du Président Amine Gemayel. Il démissionne en août 1983, à la suite des massacres de la guerre de la Montagne, mais aucun ministre n'a été nommé pour lui succéder officiellement.
Il se lance ensuite dans une carrière internationale, notamment comme conseiller en matière de développement en Afrique entre 1984 et 1991 et comme juré à la Chambre de commerce internationale (1984-1989).
Entre 1995 et 2000, il est membre du conseil d’administration de l’Autorité Libanaise pour le Développement des Investissements (IDAL) et occupe le poste de conseiller de Najib Mikati entre 1998 et 2004, lorsque ce dernier occupait le poste de ministre des Travaux publics et des Transports. Devenu Premier ministre, Mikati le nomme ministre des Déplacés et ministre des Travaux publics et des Transports, dans son gouvernement, entre avril et juillet 2005.